# دوتا (كانتون)

كانتون دوتا في محافظة سان خوسيه

دوتا (بالإسبانية: Dota)‏ وهو اسم الكانتون السابع عشر من محافظة سان خوسيه. و يغطي مساحة 400.22 كم مربع.
و يقارب عدد سكانه 6,940 نسمة.
و المدينة الرئيسة للكانتون هي سانتا ماريا.
و يحفه نهر سافيغريه في الجنوب والجنوب الشرقي، ونهر نارانخو في الغرب والكورديجا دي تلمنكا في الشمال والشمال الشرقي.
تم تأسيس هذا الكانتون قانونيا في 23 تموز 1925.

## المقاطعات
يقسم كانتون دوتا إلى ثلاث مقاطعات وهي :
1. سانتا ماريا
2. خاردين
3. كوبي